# Huis Werkeren

De buurt Werkeren is vernoemd naar de voormalige havezate

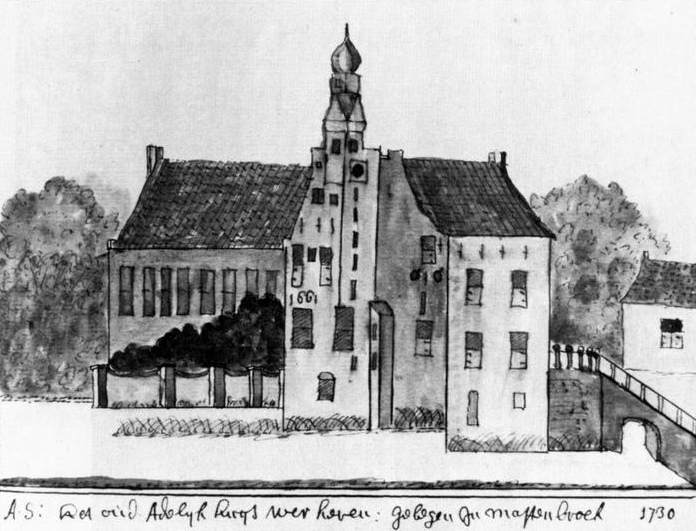
Het huis op een tekening uit 1730

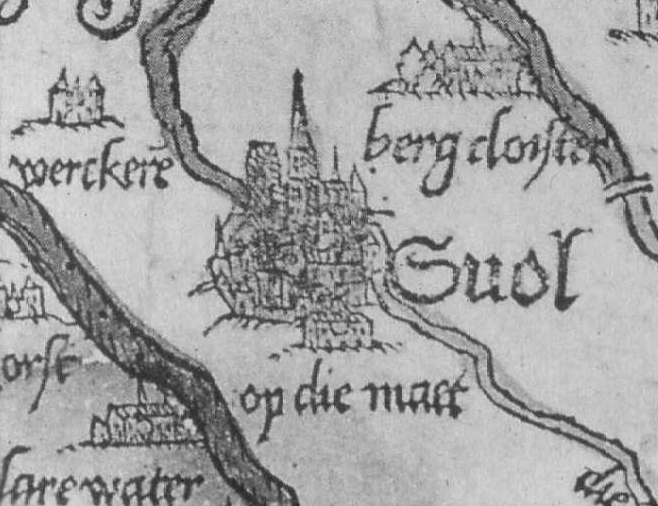
Werkeren op een kaart uit 1543

Huis Werkeren is een voormalige havezate in het wijkgedeelte van de Vinex-wijk Stadshagen in Zwolle.
Tijdens de bouw van Stadshagen werden de restanten gevonden van deze voormalige havezate. Er werd besloten om de nieuwbouwplannen aan te passen en zodoende Werkeren te integreren in de wijk.
Toen op 23 juli 2001 de archeologische dienst van Zwolle de opgravingen startte, werd er vastgesteld dat er resten lagen van twee versterkte huizen en van een boerderij. Waarschijnlijk was de plek ook hiervoor al bewoond.
In 1410 werd de havezate gesticht door Johan van Ittersum, op de plek waar vanaf 1368 de voorburcht van kasteel Werkeren stond.

De havezate werd in 1521 vernield door inwoners van Zwolle. Dit gebeurde in opdracht van de hertog van Gelre. Niet lang hierna werd hij herbouwd en vlak na 1800 werd hij weer afgebroken. 
Rond 1800 werd boerderij 't Werkel gebouwd op deze plek, vernoemd naar de havezate Werkeren. Deze boerderij 't Werkel is bijna 200 jaar met hart en ziel gerund door één en dezelfde familie: de familie Reuvekamp. 
In 1993 heeft de familie Reuvekamp helaas met veel verdriet hun boerderij moeten verkopen aan de gemeente Zwolle i.v.m. de bouw van de wijk Stadshagen. Hun boerderij zou een horecavoorziening worden en daarom hebben ze alle originele handbeschilderde tegels erin gelaten.
Helaas is na enige tijd leegstand op 2 januari 2001 hun geliefde boerderij volledig afgebrand.

## De buurt Werkeren
Tegenwoordig is Werkeren een vinex-nieuwbouwbuurt met voornamelijk eengezinswoningen. Er wonen (anno 2011) 2545 inwoners (2905 inwoners per km²). De totale oppervlakte van de buurt is 0,88 km². De buurt wordt doorsneden door de Havezathenallee, die uitkomt op de Stadshagenallee.
Ahnem · Den Alerdinck · Arendshorst · Arkelstein · Averbergen · Beerze · Den Berg · Bergentheim · Blankena · Borgele · Boskamp · Boxbergen · Bredenhorst · Buckhorst · Campherbeek · Collendoorn · Den Dam · Dieze · Dingshof · Den Doorn · Hof te Dorth · Eerde · Egede · De Gelder · Gerner · Glinthuis · Gramsbergen · De Groote Scheere · De Grote Weede · De Haere · Haerst · Hagenvoorde · Heemse · Herxen · Hoenlo · Hofstede · 't Hogeholt · Hogenhof · 't Hoogehuis · Junne · Kranenburg · Krijtenberg · De Kuile · Het Laar · Langeveldslo · Leemcule · Luttenberg · Melenhorst · Mennigjeshave · Nijenhuis · Oosterveen · Den Ordel · De Pol · Pothof · Rande · Rechteren · Het Reelaer · Rhaan · Rollecate · Rutenberg · Schoonheten · Schuilenburg · Vechterweerd · Velner · Venebrugge · Verborg · Voorst · Vrieswijk · Werkeren · Westerveld · Windesheim · Wittenstein · Wolfshagen · Zuthem
Wijken: Aa-landen · Assendorp · Berkum · Binnenstad · Diezerpoort · Hanzeland · Holtenbroek · Ittersum · Kamperpoort-Veerallee · Marsweteringlanden · Poort van Zwolle · Schelle · Soestweteringlanden · Stadshagen · Vechtlanden · Westenholte · Wipstrik

Buurten: Aalanden-Midden · -Noord · -Oost · -Zuid · Bagijneweide · Berkum · Binnenstad-Noord · -Zuid · Bollebieste · Breecamp · Breezicht · Brinkhoek · De Tippe · Dieze-Centrum · Frankhuis · Gerenbroek · Gerenlanden · Geren · Haerst · Hanzeland · Harculo en Hoog-Zuthem · Herfte · Het Noorden · Hogenkamp · Holtenbroek I · II · III · IV · Indische Buurt · Ittersumerbroek · Ittersumerlanden · Kamperpoort  · Katerveer-Engelse Werk · Langenholte · Mastenbroek · Meppelerstraatweg-Zuid · Milligen · Nieuw-Assendorp · Noordereiland · Oldenelerbroek · Oldenelerlanden-Oost · -West · Oud-Assendorp · Oud-Westenholte · Oud Ittersum · Oud Schelle · Pierik · Schelle-Zuid en Oldeneel · Schellerbroek · Schellerhoek · Schellerlanden · Schildersbuurt · Schoonhorst · Spoolde · Stadsbroek · Stationsbuurt · Tolhuislanden · Veerallee · Veldhoek · Vreugderijk · Werkeren · Westenholte-Stins · Wezenlanden · Wijthmen · Windesheim · Wipstrik-Noord · -Zuid · Zwolle-Zuid

Bedrijventerreinen: Floresstraat · Hanzeland · Hessenpoort · Marslanden (-Noord · -Zuid) · Oosterenk · Voorst (Voorst-A · Voorst-B · Voorst-C) · Voorsterpoort · De Vrolijkheid
Den Aalshorst · Den Alerdinck · Huis Almelo · Arkelstein · Averbergen · Azoelen · Backenhagen · Bellinckhof · Den Berg · Huis Bergentheim · Beugelskamp · Beverfeurde · Blankena · Hof te Boekelo · Borgbeuningen · Havezate Boskamp · Boxbergen · Havezate Brecklenkamp · Bredenhorst · Buckhorst · Campherbeek · Colckhof · Den Dam · Huis Diepenheim · Dingshof · Dubbelink · Kasteel Eerde · Egede · Havezate Elsen · Everlo · Landgoed Frieswijk · Glinthuis · Huis Gramsbergen · Grimberg · Grotenhuis · De Haere · Haerst · Hagmeule · Slot Hardenberg · Huis Heeckeren · Huis Hengelo · Herxen · Hofstede · Hogenhof · Hondeborg · Katenhorst · Kevelham · Kranenburg · De Kuile · Het Laar · Leemcule · Luttenberg · Mataram · Mennigjeshave · Nijenhuis (Diepenheim) · Nijenhuis (Olst-Wijhe) · Oldemeule · Olidam · Oosterhof · Huis te Ootmarsum · Den Ordel · Pekkedam · Pothof · Rande · Kasteel Rechteren · Het Reelaer · Rhaan · Rutenberg · Huis Saasveld · Havezate Schoonheten · Havezate Schuilenburg · Singraven · Stoevelaar · Kasteel Toutenburg · Twickel · Vechterweerd · Venebrugge · Kasteel Voorst · Warmelo · Wegdam · Weldam · Weleveld · Huis Werkeren · Westerflier · Wittenstein · Zuthem